# Metaphoenia carneipennis
Metaphoenia carneipennis är en fjärilsart som beskrevs av Louis Beethoven Prout 1926. Metaphoenia carneipennis ingår i släktet Metaphoenia och familjen nattflyn. Inga underarter finns listade i Catalogue of Life.